# 차동로
차동로(Chadong-ro)는 충청남도 공주시 우성면 목천리 목천 교차로와 예산군 예산읍 산성리 무한 교차로를 잇는 충청남도의 도로이다. 도로 명칭은 공주시와 예산군 경계에 위치한 차동고개에서 유래하였다.

## 역사
- 2005년 12월 31일 : 예산군 예산읍 주교리 ~ 대술면 시산리 5.34km 구간 확장 개통 및 기존 예산군 예산읍 산성리 ~ 대술면 시산리 5.85km 구간 폐지, 예산군 신양면 신양리 ~ 대덕리 2.64km 구간 확장 개통 및 기존 4.2km 구간 폐지[1]
- 2009년 8월 25일 : 2개 이상 시·군에 걸쳐 있는 도로로 차동로를 고시[2]
- 2011년 12월 21일 : 신풍 ~ 우성간 도로(공주시 신풍면 산정리 ~ 우성면 동대리) 11.68km 구간 확장 개통, 기존 공주시 신풍면 영정리 ~ 사곡면 해월리 3.4km 구간과 공주시 사곡면 신영리 ~ 우성면 동대리 3.7km 구간 폐지[3]
- 2014년 12월 29일 : 신양 ~ 신풍간 도로(예산군 신양면 대덕리 ~ 공주시 신풍면 산정리) 11.64km 구간 개통, 기존 8.3km 구간 폐지[4][5]
- 2017년 1월 1일 : 청양 대치 ~ 공주 우성간 도로 2공구(청양군 정산면 대박리 ~ 목면 대평리, 청양군 목면 송암리 ~ 공주시 우성면 단지리) 총 13.3km 구간 확장 개통 및 기존 청양군 정산면 서정리 ~ 목면 대평리 4.1km 구간과 공주시 우성면 방흥리 ~ 동대리 1.8km 구간 폐지[6]

## 주요 경유지
충청남도
- 공주시 (우성면 · 월미동 · 우성면 · 사곡면 · 신풍면 · 유구읍) - 예산군 (신양면 · 대술면 · 예산읍)

## 노선
| 이름                            | 접속 노선                                                      | 소재지                                                                               | 소재지                                                                                    | 비고 |
| ------------------------------- | -------------------------------------------------------------- | ------------------------------------------------------------------------------------ | ----------------------------------------------------------------------------------------- | --- |
| 목천 교차로                     | 국도 제23호선 국도 제36호선 (차령로)                           | 공주시                                                                               | 우성면                                                                                    | 국도 제36호선 구간                                                                                                 |
| 목천교                          |                                                                | 공주시                                                                               | 우성면                                                                                    | 국도 제36호선 구간                                                                                                 |
| 귀산육교                        | 귀산길                                                         | 공주시                                                                               | 우성면                                                                                    | 국도 제36호선 구간                                                                                                 |
| 월미교                          |                                                                | 공주시                                                                               | 우성면                                                                                    | 국도 제36호선 구간                                                                                                 |
| 신관동                          |                                                                | 공주시                                                                               |                                                                                           | 국도 제36호선 구간                                                                                                 |
| 월미동                          | 월미동길                                                       | 공주시                                                                               |                                                                                           | 국도 제36호선 구간                                                                                                 |
| (공주월미농공단지)              | 월미농공단지길                                                 | 공주시                                                                               |                                                                                           | 국도 제36호선 구간                                                                                                 |
| 신웅리                          | 무성산로 산막골길                                              | 공주시                                                                               | 우성면                                                                                    | 국도 제36호선 구간                                                                                                 |
| 도천해포교                      |                                                                | 공주시                                                                               | 우성면                                                                                    | 국도 제36호선 구간                                                                                                 |
| 질마 교차로 (도천육교)          | 국도 제32호선 (금벽로) 연미산고개길 질마고개길 초정골길 해포길 | 공주시                                                                               | 우성면                                                                                    | 국도 제32, 36호선 구간                                                                                             |
| 상서교                          | 우성길                                                         | 공주시                                                                               | 우성면                                                                                    | 국도 제32, 36호선 구간 예산 방향 진입 불가 공주 방향 진출 불가                                                     |
| 상서리                          | 옥성길                                                         | 공주시                                                                               | 우성면                                                                                    | 국도 제32, 36호선 구간                                                                                             |
| 단지리                          | 우성길                                                         | 공주시                                                                               | 우성면                                                                                    | 국도 제32, 36호선 구간 예산 방향 진출 불가 공주 방향 진입 불가                                                     |
| 동대 교차로                     | 국도 제32호선 (동대리길) 국도 제36호선 (공수원로)              | 공주시                                                                               | 우성면                                                                                    | 국도 제32, 36호선 구간                                                                                             |
| 미개통                          |                                                                | 공주시                                                                               | 우성면                                                                                    | 미개통 구간 |
| 우성교                          | 국도 제32호선 (동대리길)                                       | 공주시                                                                               | 우성면                                                                                    | 국도 제32호선 구간                                                                                                 |
| 우성교                          | 국도 제32호선 (동대리길)                                       | 공주시                                                                               | 사곡면                                                                                    | 국도 제32호선 구간                                                                                                 |
| 신영터널                        |                                                                | 공주시                                                                               | 국도 제32호선 구간 예산 방향 연장 674m 공주 방향 연장 711m                                | |
| 마루교                          |                                                                | 공주시                                                                               | 국도 제32호선 구간                                                                        | |
| 신영2교                         | 대광터길 통천포길                                              | 공주시                                                                               | 국도 제32호선 구간 예산 방향 진입 불가 공주 방향 진출 불가                                | |
| 신영1교                         |                                                                | 공주시                                                                               | 국도 제32호선 구간                                                                        | |
| 신영 교차로                     | 진밭양지편길                                                   | 공주시                                                                               | 국도 제32호선 구간                                                                        | |
| 사곡2 교차로                    | 마곡사로 남두머리길 월은길                                     | 공주시                                                                               | 국도 제32호선 구간                                                                        | |
| 마곡사 나들목 (마곡사IC 교차로) | 30호선 서산영덕고속도로                                        | 공주시                                                                               | 국도 제32호선 구간 예산 방향 진출 불가 공주 방향 진입 불가 대전 방향만 진출입 가능        | |
| 사곡 교차로                     | 지방도 제629호선 (호계황골길)                                  | 공주시                                                                               | 국도 제32호선 구간                                                                        | |
| 해월교                          | 만수동길 산수골길 해월길                                       | 공주시                                                                               | 국도 제32호선 구간                                                                        | |
| 평소교                          | 영정길                                                         | 공주시                                                                               | 국도 제32호선 구간 예산 방향 진입 불가 공주 방향 진출 불가                                | |
| 영정2교                         |                                                                | 공주시                                                                               | 신풍면                                                                                    | 국도 제32호선 구간                                                                                                 |
| 영정1교                         | 영정길                                                         | 공주시                                                                               | 신풍면                                                                                    | 국도 제32호선 구간                                                                                                 |
| (이름 없음)                     | 영정길                                                         | 공주시                                                                               | 신풍면                                                                                    | 국도 제32호선 구간 예산 방향 진출 불가 공주 방향 진입 불가                                                         |
| 산정 교차로                     | 국도 제39호선 지방도 제604호선 (충의로)                        | 공주시                                                                               | 신풍면                                                                                    | 국도 제32, 39호선 구간 지방도 제604호선 구간                                                                       |
| 산정교                          | 신풍길                                                         | 공주시                                                                               | 신풍면                                                                                    | 국도 제32, 39호선 구간 지방도 제604호선 구간 예산 방향 진입 불가 공주 방향 진출 불가                               |
| 신풍 교차로 (신풍삼거리)        | 벌뜸길                                                         | 공주시                                                                               | 신풍면                                                                                    | 국도 제32, 39호선 구간 지방도 제604호선 구간                                                                       |
| 산정2 교차로                    | 신풍길 원골예술길                                              | 공주시                                                                               | 신풍면                                                                                    | 국도 제32, 39호선 구간 지방도 제604호선 구간                                                                       |
| 산정1 교차로                    | 황새골길                                                       | 공주시                                                                               | 신풍면                                                                                    | 국도 제32, 39호선 구간 지방도 제604호선 구간                                                                       |
| 만천삼거리                      | 유구외곽로                                                     | 공주시                                                                               | 유구읍                                                                                    | 국도 제32, 39호선 구간 지방도 제604호선 구간                                                                       |
| 만천 교차로                     | 국도 제39호선 지방도 제604호선 (유구외곽로)                    | 공주시                                                                               | 유구읍                                                                                    | 국도 제32, 39호선 구간 지방도 제604호선 구간                                                                       |
| 유구터널                        |                                                                | 공주시                                                                               | 유구읍                                                                                    | 국도 제32호선 구간 연장 155m                                                                                       |
| 백교교 음실교 녹천3교           |                                                                | 공주시                                                                               | 유구읍                                                                                    | 국도 제32호선 구간                                                                                                 |
| 녹천2 교차로                    | 유구외곽로 고재동길 녹천중골길                                 | 공주시                                                                               | 유구읍                                                                                    | 국도 제32호선 구간                                                                                                 |
| 녹천1 교차로                    | 살포쟁이길                                                     | 공주시                                                                               | 유구읍                                                                                    | 국도 제32호선 구간                                                                                                 |
| 녹천2교 녹천1교                 |                                                                | 공주시                                                                               | 유구읍                                                                                    | 국도 제32호선 구간                                                                                                 |
| 차동터널                        |                                                                | 공주시                                                                               | 유구읍                                                                                    | 국도 제32호선 구간 연장 557m                                                                                       |
| 차동터널                        | 예산군                                                         | 신양면                                                                               |                                                                                           | 국도 제32호선 구간 연장 557m                                                                                       |
| 차동1 교차로                    | 예산군                                                         | 신양면                                                                               | 차동고개로 차동대촌길 차동송정길                                                          | 국도 제32호선 구간                                                                                                 |
| 차동교                          | 예산군                                                         | 신양면                                                                               |                                                                                           | 국도 제32호선 구간                                                                                                 |
| 신덕 교차로                     | 예산군                                                         | 신양면                                                                               |                                                                                           | 국도 제32호선 구간                                                                                                 |
| 대덕 교차로 (대덕교)            | 예산군                                                         | 신양면                                                                               | 국가지원지방도 제70호선 지방도 제645호선 (대덕로)                                         | 국도 제32호선 구간 국가지원지방도 제70호선 구간 지방도 제645호선 구간                                              |
| (생태터널)                      | 예산군                                                         | 신양면                                                                               |                                                                                           | 국도 제32호선 구간 국가지원지방도 제70호선 구간 지방도 제645호선 구간 연장 약 30m                                  |
| 신양리                          | 예산군                                                         | 신양면                                                                               | 신양3길                                                                                   | 국도 제32호선 구간 국가지원지방도 제70호선 구간 지방도 제645호선 구간                                              |
| 장사래교                        | 예산군                                                         | 신양면                                                                               |                                                                                           | 국도 제32호선 구간 국가지원지방도 제70호선 구간 지방도 제645호선 구간                                              |
| 신양 교차로 (신양육교)          | 예산군                                                         | 신양면                                                                               | 지방도 제616호선 (청신로)                                                                 | 국도 제32호선 구간 국가지원지방도 제70호선 구간 지방도 제616, 645호선 구간 예산 방향 진출 불가 공주 방향 진입 불가 |
| 제2불원교                       | 예산군                                                         | 신양면                                                                               |                                                                                           | 국도 제32호선 구간 국가지원지방도 제70호선 구간 지방도 제616, 645호선 구간                                         |
| 불원 교차로                     | 예산군                                                         | 신양면                                                                               | 불원귀곡길 불원시왕길                                                                     | 국도 제32호선 구간 국가지원지방도 제70호선 구간 지방도 제616, 645호선 구간                                         |
| 연리 교차로                     | 예산군                                                         | 신양면                                                                               | 백운길                                                                                    | 국도 제32호선 구간 국가지원지방도 제70호선 구간 지방도 제616, 645호선 구간                                         |
| 귀마 교차로                     | 예산군                                                         | 마전하삼길 불원귀곡길                                                                | 대술면                                                                                    | 국도 제32호선 구간 국가지원지방도 제70호선 구간 지방도 제616, 645호선 구간                                         |
| 산정2교                         | 예산군                                                         |                                                                                      | 대술면                                                                                    | 국도 제32호선 구간 국가지원지방도 제70호선 구간 지방도 제616, 645호선 구간                                         |
| 대술 교차로                     | 예산군                                                         | 지방도 제616호선 지방도 제618호선 지방도 제645호선 (대술로)                          | 대술면                                                                                    | 국도 제32호선 구간 국가지원지방도 제70호선 구간 지방도 제616, 645호선 구간                                         |
| 대술 교차로                     | 예산군                                                         | 지방도 제616호선 지방도 제618호선 지방도 제645호선 (대술로)                          | 대술면                                                                                    | 국도 제32호선 구간 국가지원지방도 제70호선 구간 지방도 제618호선 구간                                              |
| 산정3교 시산교                  | 예산군                                                         |                                                                                      | 대술면                                                                                    | |
| 시산 교차로 (시산육교)          | 예산군                                                         | 충령사로 시산서길                                                                    | 대술면                                                                                    | |
| 향천터널                        | 예산군                                                         |                                                                                      | 대술면                                                                                    | 국도 제32호선 구간 국가지원지방도 제70호선 구간 지방도 제618호선 구간 연장 약 105m                                 |
| 향천터널                        | 예산군                                                         | 예산읍                                                                               |                                                                                           | 국도 제32호선 구간 국가지원지방도 제70호선 구간 지방도 제618호선 구간 연장 약 105m                                 |
| 삽티 교차로                     | 예산군                                                         | 금오대로                                                                             | 국도 제32호선 구간 국가지원지방도 제70호선 구간 지방도 제618호선 구간 공주 방향 진출 불가 | |
| 대회1교                         | 예산군                                                         |                                                                                      | 국도 제32호선 구간 국가지원지방도 제70호선 구간 지방도 제618호선 구간                     | |
| 대회 교차로 (대회교)            | 예산군                                                         | 형제고개로                                                                           | 국도 제32호선 구간 국가지원지방도 제70호선 구간 지방도 제618호선 구간                     | |
| 마상교 베룩불교 예산천교        | 예산군                                                         |                                                                                      | 국도 제32호선 구간 국가지원지방도 제70호선 구간 지방도 제618호선 구간                     | |
| 무한 교차로                     | 예산군                                                         | 국도 제21호선 국도 제32호선 국가지원지방도 제70호선 지방도 제618호선 (충서로) 예산로 | 국도 제32호선 구간 국가지원지방도 제70호선 구간 지방도 제618호선 구간                     | |

## 주요 건물 및 시설
- 대덕2구마을회관 (충청남도 예산군 신양면 차동로 327-7)

## 같이 보기
- 차동고개